# إدارة مورازان
إدارة مورازان (بالإنجليزية: Morazán Department)‏ هي إدارة في السلفادور، تتبع السلفادور، بلغ عدد سكانها 251٬447 نسمة، في 2006، عاصمتها سان فرانسيسكو غوتيرا، تبلغ مساحتها 1٬447٫4 كيلومتر مربع.

## توأمة
لإدارة مورازان اتفاقيات توأمة مع:
- مقاطعة مونتغومري (26 يوليو 2011 - )[4]

## أعلام
- هوغو بيريز